# جامع (اسم)
جامع هو اسم علم مذكر من أصل عربي، ومعناه هو اسم الفاعل من الفعل جمع، والذي يجمع بين المتفرقين، من يؤلف بين الخصوم الموفق بين الآراء المتضاربة، والجامع اسم مكان لمسجد الجامع الكبير الذي تؤدى فيه صلاة الجمعة، والجامع كذلك يوم الجمعة.

## شخصيات تحمل الاسم
- جامع جامع (1954 – 17 أكتوبر 2013)

## وصلات خارجية
- موسوعة السلطان قابوس لأسماء العرب نسخة محفوظة 5 أبريل 2019 على موقع واي باك مشين.